# Géza Vermes
Pour les articles homonymes, voir Vermes (homonymie).
Dans le nom hongrois Vermes Géza, le nom de famille précède le prénom, mais cet article utilise l’ordre habituel en français Géza Vermes, où le prénom précède le nom.
Géza Vermes (aussi Vermès, en hongrois Vermes Géza [ˈvɛɾmɛʃ ˈgeːzɒ]), né le 22 juin 1924 à Makó (Hongrie) et mort le 8 mai 2013 à Oxford, est un historien juif britannique, spécialiste de l'histoire des religions, titulaire d'un doctorat en théologie et en lettres, professeur à l'Université d'Oxford, qui a également servi comme prêtre catholique romain dans sa jeunesse. 
Auteur de nombreux essais sur le judaïsme ancien et le christianisme primitif, il fait autorité dans le domaine des Esséniens, des textes araméens (tels que les Targumim) ou de Qumrân et de Jésus de Nazareth. Considéré comme l'un des plus éminents connaisseurs de la vie et de la doctrine de Jésus, il replace le récit évangélique dans son contexte juif.

## Biographie
Géza Vermes est né de parents d'origine juive hongroise mais la famille avait abandonné la pratique religieuse au milieu du XIXe siècle,. Sa mère Terézia Riesz est institutrice et son père Ernő Vermes, journaliste libéral,.   
En 1931, les parents de Géza Vermes décident de se convertir au catholicisme et se font baptiser, ainsi que leur fils âgé de six ou sept ans, espérant ainsi échapper à la vague croissante d'antisémitisme déferlant sur l'Europe dans l'Entre-deux-guerres,. Ils disparaissent cependant dans la Shoah en 1944. 
Vermes fréquente un séminaire catholique. Lorsqu'il est admissible à l'université, en 1942, il est refusé au motif que les Juifs (même convertis) ne sont pas acceptés dans les universités hongroises.  
Après la Seconde Guerre mondiale, Géza Vermes est ordonné prêtre mais il n'est pas admis dans les ordres jésuites ou dominicains en raison, là encore, de son ascendance juive,.  Il est en revanche accepté dans l'ordre des Pères de Notre-Dame de Sion, initialement fondé dans le but de convertir les Juifs au christianisme, un ordre franco-belge qui priait pour les Juifs.  

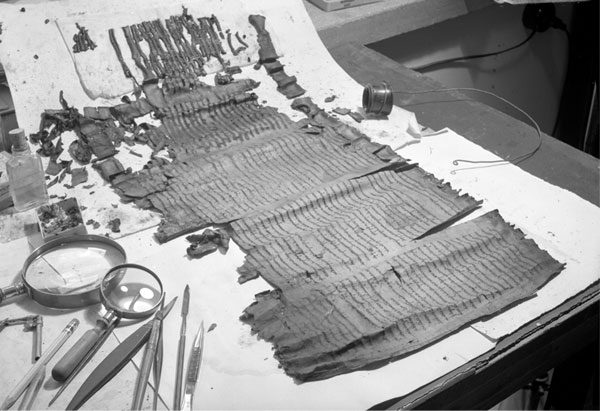
Apocryphe de la Genèse photographié par Geza Vermes.

Plus tard, il s'installe à Paris où il étudie auprès de l'érudit juif français d'origine hongroise Georges Vajda, diplômé du séminaire rabbinique de Budapest, et pendant des années, les manuscrits de la mer Morte. 
Il fait ses études, d'abord à Budapest, puis au collège Saint-Albert et à l'Université catholique de Louvain en Belgique, où il étudie l'histoire, les civilisations et les langues du Proche-Orient. 
En 1953, la thèse de doctorat en théologie de Vermes porte sur les manuscrits de la mer Morte, découverts en 1947, dans leur cadre historique.
Il quitte l'Église catholique en 1957 et, retrouvant son identité juive, il s'établit au Royaume-Uni où il enseigne à l'Université de Newcastle. 
En 1958, il épouse Pamela Hobson, poète et érudite, disciple du philosophe juif néo-hassidique Martin Buber. Ensemble, ils collaborent souvent sur leurs travaux respectifs,. 
Quand il est à Paris, Vermes se lie d'amitié et travaille avec Paul Demann, un érudit et ecclésiaste, comme lui, d'origine juive hongroise. Avec une troisième collaboratrice, Renée Bloch, ils luttent tous trois contre le contenu antisémite de l'éducation et des rituels catholiques de l'époque. Le Concile Vatican II de 1962 accepte nombre des arguments théologiques du groupe. 
En 1965, il rejoint la Faculté d'études orientales de l'Université d'Oxford, où il devient le premier professeur d'études juives, poste qu'il occupe jusqu'à sa retraite en 1991. 
En 1970, il se reconvertit au judaïsme en tant que juif libéral et devient membre de la synagogue juive libérale de Londres,.  
Après la mort de son épouse en 1993, il se remarie en 1996 avec Margaret Unarska et adopte son fils Ian.
Il meurt en 2013 à Oxford, à l'âge de 88 ans,.

## Carrière

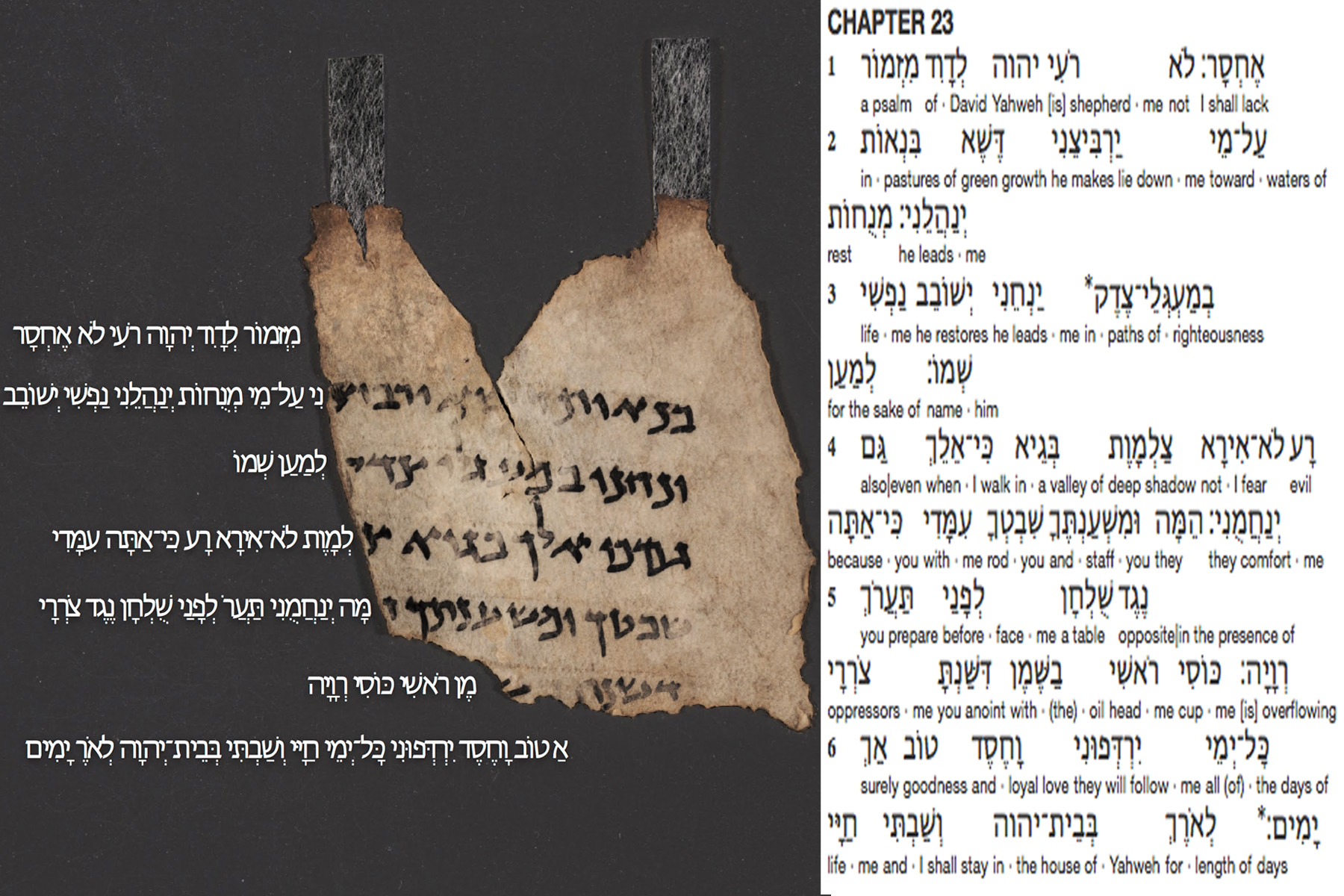
Fragment d'un manuscrit de la mer Morte avec le Psaume 23 complété.

Le professeur Vermes est l'un des tout premiers spécialistes à examiner les manuscrits de la mer Morte peu après leur découverte en 1947 à Qumrân, et il est l'auteur de leur traduction en anglais,. Son ouvrage de 1962 sera révisé ultérieurement et considérablement augmenté, pour faire toujours référence.
Ses recherches sur la vie et les doctrines de Jésus replacées dans leur contexte historique font références. Avec les historiens Fergus Millar et Martin Goodman, Vermes est responsable de la révision substantielle de l'ouvrage en trois volumes d'Emil Schürer, The History of the Jewish People in the Age of Jesus Christ. Vermes représente ainsi l'une des voix les plus importantes de la recherche contemporaine sur Jésus et il est décrit comme le plus grand spécialiste de Jésus de son temps,.  Son œuvre écrite sur Jésus se concentre principalement sur la judéité du Jésus historique, telle qu'elle est vue dans le contexte plus large de la portée narrative de l'histoire et de la théologie juives, tout en questionnant et en contestant le fondement de la doctrine chrétienne sur Jésus. Dans ses travaux, il dépeint Jésus comme un Juif charismatique de Galilée ne s'adressant qu'aux siens et examine les parallèles juifs avec les enseignements du Christ. Avec d'autres spécialistes, il intervient dans la mini-série télévisée britannique en trois parties Jesus: The Evidence réalisée par London Weekend Television (LWT) pour Channel 4 et diffusée au Royaume-Uni en 1984 pendant la période de Pâques ; elle suscite la controverse.
Géza Vermes est professeur émérite d'études juives et fellow émérite du Wolfson College, tout en continuant à enseigner à l'Institut oriental d'Oxford. Rédacteur en chef du Journal of Jewish Studies à partir de  1971, il dirige à partir de 1991 l'Oxford Forum for Qumran Research au premier Centre d'Oxford d'études hébraïques et juives,.
Membre de la British Academy et de l'European Academy of Arts, Sciences and Humanities, le professeur Vermes est titulaire d'un doctorat en littérature d'Oxford (1988). Il est également docteur honoris causa de l'Université d'Édimbourg (1989), de l'Université de Durham (1990) et de l'Université de Sheffield (1994). 
Au cours d'une tournée de conférences aux États-Unis en septembre 2009, Vermes s'exprime à l'université de Caroline du Nord à Chapel Hill, à l'université Duke à Durham, à l'université Johns-Hopkins à Baltimore, à l'université de Louisiane à Monroe et à Baton Rouge.

## Honneurs
Il reçoit la médaille Wilhelm Bacher de l'Académie hongroise des sciences (1996), la médaille commémorative de la ville de Makó, son lieu de naissance (2008) et également les clés des villes de Monroe, en Louisiane, et de Natchez, dans le Mississippi (2009). 
Il reçoit une motion de félicitations de la Chambre des représentants des États-Unis, proposée par le représentant de la Louisiane, le 17 septembre 2009.
En janvier 2012, Penguin Books célèbre au Wolfson College d'Oxford le jubilé d'or de The Dead Sea Scrolls de Vermes en anglais, dont les ventes mondiales sont estimées à un demi-million d'exemplaires, à cette date. Une édition « cinquantième anniversaire » est publiée dans la collection Penguin Classics .

## Publications
En français
- Les Manuscrits du désert de Juda, Tournai, Desclée, 1953, 216 p.
- Jésus le Juif. Les Documents évangéliques à l'épreuve d'un historien, Paris, Desclée, 1978, 298 p.
- Enquête sur l'identité de Jésus. Nouvelles interprétations, Bayard, 2003  (ISBN 2-22747-040-2), 272 p.
- L'Évangile des origines, Bayard, 2004  (ISBN 2-22747-362-2), 269 p.
- Les Énigmes de la Passion : L'histoire qui a changé le monde, Bayard, 2006, 150 p.
- Dictionnaire des contemporains de Jésus, Bayard, 2008  (ISBN 2-22747-693-1), 500 p.

En anglais
- Scripture and tradition in Judaism. Haggadic studies (Studia post-biblica), Brill, Leiden, 1961  (ISBN 90-04-03626-1)
- Jesus the Jew. A Historian's Reading of the Gospels, Minneapolis, Fortress Press, 1973  (ISBN 0-8006-1443-7)
- The Dead Sea Scrolls. Qumran in Perspective, Minneapolis, Fortress Press, 1977  (ISBN 0-8006-1435-6)
- Jesus and the World of Judaism, Minneapolis, Fortress Press, 1983  (ISBN 0-8006-1784-3)
- The Essenes According to the Classical Sources (with Martin Goodman), Sheffield Academic Press, 1989  (ISBN 1-85075-139-0)
- The Religion of Jesus the Jew, Minneapolis, Fortress Press, 1993  (ISBN 0-8006-2797-0)
- The Complete Dead Sea Scrolls in English, Penguin, 1997  (ISBN 978-0-14-044952-5) (2004 ed.)
- The Changing Faces of Jesus, London, Penguin, 2001  (ISBN 0-14-026524-4)
- Jesus in his Jewish Context, Minneapolis, Fortress Press, 2003  (ISBN 0-8006-3623-6)
- The Authentic Gospel of Jesus, London, Penguin, 2004  (ISBN 0-14-100360-X)
- The Passion, London, Penguin, 2005  (ISBN 0-14-102132-2).
- Who's Who in the Age of Jesus, London, Penguin, 2005  (ISBN 0-14-051565-8)
- The Nativity. History and Legend, London, Penguin, 2006  (ISBN 0-14-102446-1)
- The Resurrection. History and Myth, Doubleday Books, 2008  (ISBN 0-385-52242-8).
- The Real Jesus : Then and Now, Minneapolis, Fortress Press, 2010 (ISBN 978-0-8006-9763-1)

Autobiographie : Providential Accidents, London, SCM Press, 1998  (ISBN 0-334-02722-5); Rowman & Littlefield, Lanham MD, 1998  (ISBN 0-8476-9340-6).